# Lindholmen (Austevoll)
Ne doit pas être confondu avec Lindholmen ou Lindholmen (Bjørnafjorden).
Lindholmen est une île norvégienne dans le comté de Hordaland. Elle appartient administrativement à Austevoll.

## Géographie
Rocheuse et couverte d'une légère végétaion, elle s'étend sur environ 450 m de longueur pour une largeur approximative de 174 m.